# 萘啶
萘啶（Naphthyridines）是一类化学式为C8H6N2的杂环化合物，其结构可看做是萘的两个CH被两个氮原子取代。萘啶有10种异构体。

## 异构体

1,2-萘啶（噌啉）
1,3-萘啶（喹唑啉）
1,4-萘啶（喹喔啉）
1,5-萘啶
1,6-萘啶
1,7-萘啶
1,8-萘啶
2,3-萘啶（酞嗪）
2,6-萘啶
2,7-萘啶